# Lexicon silvestre
Der Lexicon silvestre (Latein, wörtlich: Waldlexikon) ist ein mehrsprachiges Forstwörterbuch. Die Initiative und die Anfänge gehen auf eine internationale Gruppe von Esperantisten zurück, die seit 1981 unter der Leitung von Karl-Hermann Simon, Ingward Ullrich und Boris Dimitrov Marinov an dem Werk arbeitete.
Heute ist der gleichnamige Förderverein mit Sitz in Eberswalde Träger der Vorbereitung und Herausgabe des „Lexicon silvestre“.
Aktuell beinhaltet der deutschsprachige Teil des Lexikons über 10.000 Begriffe und berücksichtigt mehr als 20 Sprachen in unterschiedlichem Bearbeitungsstadium.